# 第2次トランプ政権下での法律事務所と弁護士への攻撃

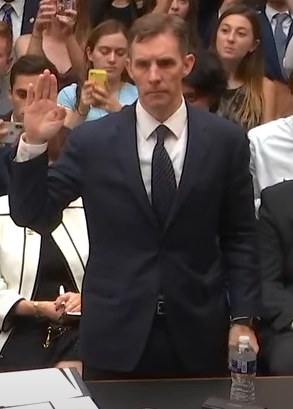
2019年7月24日に行われたロバート・モラー下院情報委員会の証言で宣誓しているアーロン・ゼブリー。トランプの大統領令の標的の一人にされた。

第2次トランプ政権下での法律事務所と弁護士への攻撃とは、第2次トランプ政権が2025年3月から開始した、トランプに対立する立場を弁護したアメリカの法律事務所と弁護士たちに対して行われた前例のない行動のことである。トランプ政権は、大統領令や大統領覚書を発行することで弁護士による政府の建物への立ち入りを制限したり、政府内の将来のあらゆる雇用の検討を停止したり、政府との既存の契約を破棄したり、さらには攻撃対象の法律事務所と契約を結んでいたすべての企業に対して連邦政府との契約を行えないように妨害するなど、様々な手段で法律専門家を攻撃している。
トランプ大統領が署名した覚書と大統領令が攻撃の標的とした法律事務所には、コヴィントン&バーリング法律事務所、ジェナー＆ブロック、ポール・ワイス・リフキンド・ワートン・ギャリソン法律事務所（ポール・ワイス）、パーキンス・クイ法律事務所、サスマン・ゴッドフリー（サスマン）、ウィルマー・カトラー・ピッカ・リング・ヘイル・ドール法律事務所（ウィルマー・ヘイル）がある。トランプの覚書と大統領令は、弁護士個人も名前を挙げて標的としており、対象には、マーク・エリアス、ピーター・コスキ、マーク・ポメランツ、ジェームズ・クォールズ、ジャック・スミス、アンドリュー・ワイスマン、マーク・ザイド、アーロン・ゼブリーが含まれる。
トランプ政権は、法律事務所の実務に影響を与えようとする活動も進めている。その活動の1つとして、アメリカ合衆国雇用機会均等委員会（EEOC）に命令し、20の法律事務所に多様性・公平性・包括性（DEI）雇用慣習に関する情報を要求する手紙を送った。トランプ政権は標的とした弁護士たちを懲戒手続きに付すと脅迫する一方で、トランプ政権に近い人物たちがコロンビア特別区弁護士会の役員になるための選挙運動を行っており、もし当選した場合、そうした人物が多くの弁護士の懲戒手続きを監督することになる。
法律専門家は、法律事務所へのこのような攻撃はアメリカ合衆国憲法修正第6条で保証されている「弁護士が自ら選択した顧客を弁護する自由に悪影響を及ぼす恐れがある」と述べている。トランプ政権の攻撃に対する法律事務所の対応は分かれている。ジェナー＆ブロック、パーキンス・クイ、ウィルマー・ヘイルの3つの法律事務所はトランプ政権を相手に訴訟を起こしたが、ミルバンク法律事務所（ミルバンク）、ポール・ワイス、スキャデン・アープス・スレート・マー・アンド・フロム法律事務所（スキャデン）、ウィルキー・ファー・アンド・ギャラガー法律事務所（ウィルキー）の4つの法律事務所は、制裁を逃れて政府施設へのアクセス権を回復するために、トランプ政権と取引を行った。

## 反応
弁護士と法律事務所に対する一連の行動は、トランプ政権が望んでいた効果をすぐに発揮し始め、トランプ政権の行動に反対する人々を弁護することに同意する弁護士を見つけることが以前より困難になった。トランプから明確に標的にされなかった法律事務所では、専門職に対するトランプの攻撃への反応はさまざまであった。当初のほとんどの反応は沈黙であったが、少数の法律事務所は早い段階で公式声明を発表した。たとえば、アルバート・セラーズ法律事務所の声明は、簡潔に「ファシストのナンセンスはくそだ」というものだった。その後、かなりの数の法律事務所がトランプ政権の司法長官への公開書簡に署名し、「法律専門職、裁判官、法の支配に対する攻撃に反対し、司法省が法律専門職とすべての人々のための法の下の平等な正義を保護するために全力を尽くすことを保証する」よう求めた。公開書簡は、弁護士や法律組織を含む4,000人以上の書名を集めた。
ペンシルベニア大学の法学教授であるクレア・フィンケルスタインは、これらの大統領令の目的は「専門家を威圧し、ドナルド・トランプとトランプ政権に対する専門的な活動に従事する法律専門家を脅迫することにある」と述べた。
別の匿名の弁護士は、「政府、政府機関、何らかの大統領令、何らかの政府機関の措置、何らかの法執行措置に対して、クライアントのために訴訟を行うすべての弁護士は今や、司法省によっていわゆる『制裁』を受けるリスクを冒さなければならなくなってしまった。つまり、これはムッソリーニの話だ」と述べた。
カリフォルニア大学ロサンゼルス校の法学教授スコット・カミングス（Scott Cummings）と、元司法省高官は、トランプの法律事務所への攻撃と弁護士を標的にした攻撃を「権威主義的」と呼んでいる。アメリカ自由人権協会の上級弁護士ベン・ウィズナーは、トランプの脅迫は彼に異議を唱える弁護士を「恐怖で萎縮させ、脅迫する」試みであると述べた。トランプ大統領は、ルイジアナ州知事との発言の中で記者団に対して「法律事務所は法律事務所らしく振る舞わなければならず、我々はそれを証明した」と思っている、と語った。
アメリカ法曹協会（ABA）は声明を発表し、トランプの「裁判所や法律専門家を弱体化させる取り組み」に専門職のすべての人々が立ち向かうよう奨励した。その後、全国の50以上の小規模な弁護士会が参加した追加の声明を発表した。
全国の約80校のロースクールの学部長は共同書簡に署名し、トランプ政権の行動を糾弾し、「弁護士たちに弁護と擁護を理由とした懲罰を加える行為は、アメリカ合衆国憲法修正第1条に違反しており、修正第6条を弱体化させるものである」と述べた。民主党の州司法長官たちも共同書簡を送り、トランプによる法の支配を弱体化させようとする試みを糾弾した。
ハーバード・ロー・スクールの現役の教授118人のうち82人の法学教授たちは、法律事務所に対するトランプ政権の行動を糾弾する公開書簡に署名した。
ホワイトハウス報道官のカロリン・リーヴィットは、ニューヨーク・タイムズに対して、「大手法律事務所がトランプ大統領に屈服し続けているのは、自分たちが間違っていたことを知っているからだ。トランプ大統領は、法律事務所のプロボノの法的譲歩を、彼のアメリカ・ファースト政策の実施に役立てることを楽しみにしている」と言った。